# جون فلويد
جون فلويد (بالإنجليزية: John Floyd) (من مواليد 24 أبريل 1783 وتوفّي في 17 أغسطس 1837) كان سياسيًا وجنديًا من فرجينيا. مثّل فلويد ولاية فرجينيا في مجلس النوّاب الأمريكي، وشغل فيما بعد منصب الحاكم الخامس والعشرين لها.
دافع فلويد، خلال الفترة التي عمل فيها في مجلس النوّاب، منذ عام 1820 وحتى مغادرته للكونغرس في عام 1829،عن تسوية النزاع على ولاية أوريغون دون جدوىً، إلى أن انضمت المنطقة إلى أراضي الولايات المتحدة في عام 1848.
حصل فلويد في عام 1832، على العدد الكافي من الأصوات لتسلّم رئاسة الولايات المتحدة، كمرشح عن حزب نوليفاير، إذ حصل على أصوات ولاية كارولينا الجنوبية إضافة إلى 11 صوتًا انتخابيًا آخر، في الوقت الذي كان فيه حاكمًا لولاية فرجينيا الأمريكية. دعم فلويد حركة تمرّد «نات تيرنير» لتحرير العبيد في أول أيام انطلاقتها، لكنّه اضطر في نهاية الأمر إلى الانضمام إلى الأغلبية. شهدت ولاية فرجينيا في فترة حكم فلويد ازدهارًا اقتصاديًا ملحوظًا.

## الأسرة والنشأة
ولد جون فلويد في محطة فلويد، الواقعة في ولاية فرجينيا بالقرب من المنطقة التي تقع اليوم في ولاية كنتاكي الأمريكية، ويُطلق عليها اسم مدينة «لويفيل». كان والد فلويد هو الرائد جون فلويد، الذي قُتل على يد قبائل الأمريكيين الأصليين قبل 12 يومًا من ولادة ابنه، أمّا والدته فهي جين بوكانان. كان تشارلز فلويد -ابن عمّ جون فلويد- المستكشف الوحيد من بين أفراد حملة لويس وكلارك -التي قامت بها حكومة الولايات المتحدة في عام 1804 لاستكشاف المناطق الشمالية الغربية من الولايات المتحدة الأمريكية- الذي تعرض للقتل. صرّح سام هيوستن في رسالة مؤرخة بتاريخ 15 ديسمبر من عام 1830، بأنّ لجون فلويد ابن عمّ آخر انضم أيضًا إلى حملة لويس وكلارك الاستكشافية، وكان اسمه ناثانيل ويليام بريور.
تلقّى فلويد تعليمه في المنزل وفي إحدى المدارس القريبة قبل التحاقه، في سن الثالثة عشر بكلية ديكنسن الواقعة في مدينة كارلايل في ولاية بنسلفانيا، وأصبح في عام 1797 عضوًا في الجمعية الفلسفية الاتحاديةّ. اضطر فلويد، بعد قبوله في الكلية في عام 1798، إلى الانسحاب منها بسبب مشاكل ماليّة. فشل الوصي على فلويد في تأمين متطلباته وفي القيام بعمله محاسبًا للعائلة، وأصبح جون بذلك فقيرًا جدًا «للدرجة التي اضطر فيها إلى اقتراض بنطال من أحد ربان المراكب في تلك المنطقة» من أجل العودة إلى منزله في كنتاكي.
تمكّن فلويد بعد وفاة زوج والدته «ألكساندر بريكينريدج» في عام 1801 من العودة إلى الجامعة، لكنّه اضطر مرّة أخرى للانسحاب منها بعد تعرضه للإصابة بأحد أمراض الرئة. انتقل إلى فيلادلفيا، ووُضع تحت رعاية الدكتور بنيامين راش، في تجربة أثرت على قراره بممارسة مهنة الطب. التحق فلويد في عام 1804، وبعد تلقيه للتدريب المهني في مدينة لويفيل بولاية كنتاكي، بمدرسة الطبّ في جامعة بنسلفانيا في فيلادلفيا، وأصبح فيما بعد عضوًا فخريًا في جمعية فيلادلفيا الطبية، وعضوًا في معهد فيلادلفيا الطبيّ. تخرج فلويد في عام 1806، وكان عنوان أطروحة التخرج خاصّته هو «تحقيق في الخواص الطبية لنبتتي ماغنوليا تريبيتالا، والماغنوليا المستدقة». انتقل فلويد بعدها إلى مدينة ليكسينغتون في فرجينيا. استلم جون فلويد في عام 1807 منصب قاضي صلح.
تزوّج فلويد في عام 1804 من ليتيتيا بريستون، المنتمية إلى إحدى العائلات التي تعود بأصولها إلى جنوب غرب فرجينيا، وهي ابنة ويليام بريستون، وسوزانا سميث، وشقيقة فرانسيس بريستون. رزق الزوجان باثني عشر ابنًا، منهم:
جون بوكانان فلويد (من مواليد عام 1806 – وتوفي في عام 1863) شغل منصب حاكم ولاية فرجينيا، ووزير الحرب في عهد الرئيس بوجانان.
نيكيتي بوكانان فلويد، زوجة السيناتور الأمريكي جون وارفيلد جونستون.
جورج روجرز كلارك فلويد أمين سرّ إقليم ويسكونسن.
إليزا لافاليت فلويد، زوجة البروفسور جورج فريدريك هولمز.
عمل فلويد في الفترة ما بين عامي 1807 و 1812 جرّاحًا برتبة رائد في ميليشيا ولاية فرجينيا. نقل فلويد -عند اندلاع حرب عام 1812- عائلته إلى منزل جديد بالقرب من المنطقة التي تعرف اليوم باسم «فرجينيا التقنية»؛ ليقترب من الأصدقاء ولينضم للجيش النظامي. عُيّن فلويد في 13 يوليو من عام 1813 جرّاحًا في معسكر جيمس ماكدويل للطيران التابع لميليشيا فرجينيا، إلى أن اكتشف بعد عودته من إحدى إجازاته تعيين شخصٍ آخر محلّه، وفقدان وظيفته هذه في 16 نوفمبر من عام 1813. عٌين فلويد في 20 أبريل من عام 1814 زعيمًا لميليشيا فرجينيا، وتلقّى ترقية لرتبة عميد في اللواء السابع عشر منها. خدم فلويد في منصبه هذا إلى حين انتخابه في عام 1814 عضوًا في مجلس نواب فرجينيا، إذ اضطر -على إثر انتخابه للمنصب الجديد- لنقل عائلته مرة أخرى إلى مزرعة ثورن سبرينغ الواقعة في مقاطعة مونتغومري في فرجينيا. ورثت ليتيسيا بريستون فلويد مزرعة ثورن سبرينغ (بولاسكي) -المعروفة اليوم باسم (ملعب ثورن سبرينغ لرياضة الغولف) والواقعة بالقرب من مكان سكن أخيها الأكبر سنًا، خازن فرجينيا، جين جون بريستون، ومزرعته (المنطقة التي تعرف اليوم باسم مصنع رادفورد للذخيرة)- من والدها ويليام بريستون، وكان مكانا السكن قريببن من منزل بريستون الواقع في مزرعة سميثفيلد (التي أصبحت الآن حرم جامعة فرجينيا التقنية) الذي سجله الأب باسم والدتهما سوزانا سميث بريستون قبل وفاته. اعتاد جون فلويد أن يربط الدببة إلى أشجار مزرعة ثورن سبورغ باستخدام السلاسل.

## عمله في السياسة
شغل فلويد بين عامي 1814 و 1815 منصب عضو في مجلس نواب فرجينيا، وسجل حضورًا قويًا باعتباره عضوًا قوميًا متعصباً لموقفه. أيد فلويد قرارًا مشتركًا لتنسيق دفاع فرجينيا مع الحكومة الفيدرالية بدلًا من قرار الصراع على «تفويض الحاكم» بالتواصل مع حكومة الولايات المتحدة. دعم فلويد بالإضافة إلى ذلك قانونًا يسمح لفرجينيا بزيادة عدد قواتها ووضعها تحت تصرف الحكومة الفيدرالية، وأيد أيضًا قرار إدانة شروط السلام التي اقترحها المفوضون البريطانيون في مدينة غنت البلجيكية، وكان معارضًا للتكتيكات العسكرية التي وضعها الزعيم الفيدرالي تشارلز فينتون ميرسير، الذي شكّك في كون الولايات المتحدة الأمريكية دولة ذات سيادة. انتُخب فلويد في عام 1816 عضوًا في مجلس النواب الأمريكي عن الحزب الجمهوري الديموقراطي، وشغل منصبه هذا في الفترة ما بين الرابع من مارس عام 1817 و الثالث من مارس عام 1829. دعم فلويد اقتراح هنري كلاي بإرسال وزير إلى بوينس آيريس، وبالتالي الاعتراف بالأرجنتين دولةً مستقلة عن إسبانيا، وحثّ على مسألة الاعتراف باستقلال الأرجنتين باعتبارها مسألة مصلحة وطنية وعدالة. ذكر كاتب السيرة الذاتية لجون فلويد:
«يعني اقتراح الاعتراف هذا لفرويد أكثر من مجرد مزايا تجارية أو قضية عدالة، فقد كان الاعتراف خطوة أخرى في تحرير أمريكا، من شأنها أن تخفف من العقدة السياسية التي جعلت من تحرك أمة أوروبية واحدًة –حتى في المسائل المتعلقة بأمريكا- دون خلق حركة مشابهة في البلدان الأخرى أمرًا مستحيلًا. لقد سئم فلويد من التفاوض بشأن الأشياء المتعلقة بشكل حصري بأمريكا في مدن أوروبيّة كلندن وباريس ومدريد».

## التعليم
تعلم في مدرسة الطب بجامعة بنسلفانيا.